# Miki Falls
Miki Falls är en mangaserie i fyra delar (Spring, Summer, Autumn, Winter) skriven och illustrerad av Mark Crilley.
Serien handlar om Miki Yoshidas sista år i Highschool i Japan, där hon träffar Hiro Sakurai, en mystisk och hemlighetsfull person som Miki genast fattar intresse för. Hon gör allt för att komma honom in på livet, men av någon anledning stänger han allt och alla ute. Till slut inser hon att hon kanske måste offra mer än hon önskar för att få reda på vad Hiro döljer, och frågan är om hon är redo för det.